# استپان قازاریان
استپان هایکی قازاریان (ارمنی: Ստեփան Հայկի Ղազարյան؛ زادهٔ ۱۱ ژانویهٔ ۱۹۸۵ در ایروان) یک بازیکن فوتبال در پست دروازه‌بان اهل ارمنستان است.

## باشگاهی
از باشگاه‌هایی که در آن بازی کرده‌است می‌توان به باشگاه فوتبال بانانتس، آرارات ایروان و باشگاه فوتبال آلاشکرت اشاره کرد.

## تیم ملی
وی همچنین در تیم ملی فوتبال ارمنستان بازی کرده‌است. قازاریان نخستین بازی ملی خود را که یک بازی دوستانه بود در ۲۵ مه ۲۰۱۰ در ایروان در مقابل ازبکستان انجام داده‌است.